# Robert Esmie
Robert Esmie (Kingston, 5 de julho de 1972) é um atleta canadense, campeão olímpico em Atlanta 1996. Ele formou com Bruny Surin, Glenroy Gilbert e Donovan Bailey, o melhor revezamento 4x100 m do mundo nos anos de 1990.
Nascido na Jamaica, cresceu em Sudbury, na província de Ontário, no Canadá, e fez sua estreia internacional num grande evento em 1993, no Campeonato Mundial de Stuttgart, ganhando a medalha de bronze no revezamento, depois de conseguir chegar apenas à semifinal nos 100 metros rasos. Em 1995, ganhou sua primeira medalha de ouro no Campeonato Mundial de Gotemburgo.
Nos Jogos Olímpicos de Atlanta, em 1996, o revezamento canadense não era o favorito. Apesar de ter ganho a maioria dos torneios anteriores importantes, isto foi conseguido sem a presença dos Estados Unidos. Em Atlanta, entretanto, a equipe canadense derrotou os norte-americanos por mais de meio segundo de diferença, e Esmie tornou-se campeão olímpico. Esmie entrou no revezamento apenas na noite anterior à prova. 
A superioridade de Esmie e sua equipe foi mais uma vez confirmada, com a nova medalha de ouro no Campeonato Mundial de Atletismo de 1997, em Atenas, na Grécia.
Em 2008, ele foi induzido no Hall da Fama dos Esportes do Canadá, como parte do revezamento campeão olímpico de 1996.